# Monte Banang
Monte Banang (em malaio:  Gunung Banang) é uma montanha no distrito de Batu Pahat, Johor, Malásia.
É famoso e foi relatado em música, e apareceu em filmes feitos pela Malay Film Production Limited.